# 長野千紘
長野 千紘（ながの ちひろ、1987年 - ）は、日本のミュージカル女優である。群馬県伊勢崎市出身。劇団四季所属。

## 来歴
3歳からクラシックバレエを始め、高校時代は演劇部に所属していた。群馬県立太田女子高等学校を経て、大阪芸術大学芸術学部舞台芸術学科を卒業後の2011年、劇団四季研究所に入所した。同期生の生形理菜は小・中学生時代の同級生。2011年10月29日に上演されたサウンド・オブ・ミュージック大阪公演のリーズル役が四季の初舞台出演となり、2014年の魔法をすてたマジョリン東京公演からはマジョリン役を演じ、初めてタイトル・ロールを演じた。

## 主な出演作品
- サウンド・オブ・ミュージック（2011年） - リーズル
- 赤毛のアン （2012年） - ベル
- 桃次郎の冒険（2012年） - スモモ
- 魔法をすてたマジョリン（2014年） - マジョリン
- リトルマーメイド（2015年） - アンサンブル5枠/アラーナ
- ロボット・イン・ザ・ガーデン（2020年） ｰ タング

※括弧内の年は初出演年